# Zambijska nogometna reprezentacija
Zambijska nogometna reprezentacija predstavlja Zambiju u nogometu i kontrolira je Zambijski nogometni savez. Od srpnja 2021. izbornik reprezentacije je bivši hrvatski reprezentativac Aljoša Asanović.

## Povijest
Prije nezavisnosti ova reprezentacija bila je poznata pod nazivom reprezentacija Sjeverne Rodezije. Tri puta su igrali u finalu Afričkog kupa nacija. Prvi puta 1974. kada su u prvom nastupu na ovome kupu osvojil drugo mjesto nakon poraza od Zaira, u drugom finalu 1993. poraženi su od Nigerije. Konačno 2012. nakon jedanaesteraca pobjeđuju Obalu Bjelokosti i po prvi puta osvajaju Afrički kup nacija. U tri navrata osvajali su treće mjesto.
Do sada nije nastupala na Svjetskim prvenstvima.

## Igrači
- Jonas Sakuwaha

## Vanjske poveznice
- Zambija  Arhivirana inačica izvorne stranice od 18. siječnja 2013. (Wayback Machine) na FIFA.com
- Službene stranice Zambijskog nogometnog saveza  Arhivirana inačica izvorne stranice od 18. studenoga 2011. (Wayback Machine)
- ZambianFootball.net